# 77 Aquarii
77 Aquarii, som är stjärnans Flamsteed-beteckning, är en ensam stjärna belägen i den mellersta delen av stjärnbilden Vattumannen. Den har en skenbar magnitud på 5,55 och är svagt synlig för blotta ögat där ljusföroreningar ej förekommer. Baserat på parallaxmätning inom Hipparcosuppdraget på ca 24,2 mas, beräknas den befinna sig på ett avstånd på ca 135 ljusår (ca 41 parsek) från solen. Den rör sig närmare solen med en heliocentrisk radialhastighet på ca -35 km/s.

## Egenskaper
77 Aquarii är en orange till röd jättestjärna av spektralklass K1 III. Den har en massa som är ca 15 procent större än solens massa, en radie som är ca 5,8 gånger större än solens och utsänder från dess fotosfär ca 13,3 gånger mera energi än solen vid en effektiv temperatur av ca 4 600 K.